# Венсан Мартінес
Венса́н Мартіне́с (фр. Vincent Martinez; нар. ?) — французький актор.

## Біографія
Венсан Мартінес, молодший брат актора Олів'є Мартінеса, дебютував у кіно 1998 року у фільмі Бенуа Жако «Школі плоті» за участю Ізабель Юппер і Венсана Лендона.
У 2000 році Мартінес приєднався до акторського складу стрічки «Змішання жанрів» з Паскалем Греггорі у головній ролі, а наступного року знявся з Рішаром Беррі та Ельзою Зільберштейн в «Янголі» Мігеля Куртуа. Два роки по тому, Венсан Мартінес виконав роль герцога в костюмованій комедії Берні Бонвуазена «Бланш», де також знялися Кароль Буке в ролі Анни Австрійської, Жан Рошфор в ролі кардинала Мазаріні та Жерар Депардьє в ролі Д'Артаньяна.
2005-й став найуспішнішим роком для Венсана Мартінеса: він зіграв роль Луї в «Кавалькаді» і Рока у фільмі Філіппа Фокона «Зрада» про війну в Алжирі. Крім того, актор отримав свою першу головну роль у фільмі Шаєнн Каррон «Оголені», знявшись у пристрасному дуеті з Мелані Тьєррі.
Окрім кіно Венсан Мартінес знімався також для телебачення, зігравши загалом за час своє акторської кар'єри ролі у майже 20-ти кіно-, телефільмах та серіалах.

## Фільмографія
| Рік       |    | Українська назва       | Оригінальна назва       | Роль           |
| --------- | -- | ---------------------- | ----------------------- | -------------- |
| 1987      | с  |                        | King Cole's Party       | Фіддлер        |
| 1995—2001 | с  | М'ясо з морквою        | Les boeuf-carottes      | Вассіліо       |
| 1998      | ф  | Школа плоті            | L' École de la chair    | Квентін        |
| 2000      | ф  | Змішання жанрів        | La confusion des genres | Марк           |
| 2001      | ф  | Янгол                  | Un ange                 | Самі Пасторе   |
| 2001      | тф | Нана                   | Nana                    | Люк Фожі       |
| 2002      | кф | Новела                 | Novela                  |                |
| 2002      | ф  | Бланш                  | Blanche                 | герцог         |
| 2004      | ф  | Клан                   | Le clan                 | «професор»     |
| 2005      | ф  | Оголені                | Écorchés                | Марк           |
| 2005      | ф  | Кавалькада             | Cavalcade               | Луї            |
| 2005      | ф  | Зрада                  | La trahison             | Рок            |
| 2006      | с  | Служба розслідувань    | Section de recherches   | Антоні Порталь |
| 2007      | с  | Новели Гі де Мопассана | Chez Maupassant         | Варенжель      |
| 2007      | ф  | Без мене               | Sans moi                | дилер          |
| 2009      | ф  | Подряпина              | The Scratch             | Марк           |
| 2010      | ф  | Кругообіг              | Circuit                 | Вік            |
| 2013      | ф  | Брудне кіно            | Dirty Movie             | Клод           |
| 2013      | кф | Лицем до моря          | ace à la mer            | Тоніо          |
| 2015      | ф  | Донька боса            | La fille du patron      | Едді           |

## Визнання
| Нагороди та номінації Венсана Мартінеса | Нагороди та номінації Венсана Мартінеса | Нагороди та номінації Венсана Мартінеса | Нагороди та номінації Венсана Мартінеса |
| Рік                                     | Категорія                               | Фільм                                   | Результат                               |
| --------------------------------------- | --------------------------------------- | --------------------------------------- | --------------------------------------- |
| Фестиваль «Актори екрану»               |                                         |                                         |                                         |
| 1999                                    | Приз Мішеля Симона найкращому акторові  | Школа плоті                             | Номінація                               |